# Seseli platyphyllum
Seseli platyphyllum är en flockblommig växtart som beskrevs av Olga Alexandrovna Fedtschenko och Boris Fedtjenko. Seseli platyphyllum ingår i släktet säfferötter, och familjen flockblommiga växter. Inga underarter finns listade i Catalogue of Life.